# HD 162132
HD 162132，又名BD+47 2537，SAO 46954、HR 6641，是一颗恒星，视星等为6.43，位于銀經74.39，銀緯30.19，其B1900.0坐标为赤經17h 44m 27s，赤緯+47° 30.19′ 48″。